# كأس الولايات المتحدة المفتوحة 2023
كأس الولايات المتحدة المفتوحة 2023 أو كأس لامار هانت 2023 هي النسخة 108 من كأس الولايات المتحدة المفتوحة، هي الكأس المحلية للولايات المتحدة وتعتمد على نظام خروج المغلوب. كان أورلاندو سيتي هو حامل اللقب، ولكن تم إقصاؤه في دور الـ 32 على يد شارلوت إف سي. شارك في البطولة 99 فريقًا، بما في ذلك الرقم القياسي في العصر الحديث الذي يضم 71 فريقًا محترفًا.
حقق هيوستن دينامو لقب البطولة وذلك بعد فوزه في المباراة النهائية على إنتر ميامي بنتيجة 2-1.